# Lazare Hoche
Lazare Hoche, francoski general in politik, * 25. junij 1768, Versailles, Francija, † 19. september 1797, Hessen.